# 布魯格
布鲁格（德語：Brugg）是瑞士联邦阿尔高州的市镇，也是布鲁格区的首府。布鲁格与阿尔高州首府阿劳之间的直线距离为16千米，距离苏黎世27千米，距离巴塞尔45千米。
布鲁格这个名字即是瑞士德语中的“桥梁”一词（标准德语中写作Brücke）。该城市位于阿勒河最窄处，在中世纪时就有一座从苏黎世通向巴塞尔道路上横跨阿勒河的桥梁，城市因此而得名。